# Chaetopterus variopedatus
Chaetopterus variopedatus (лат.) — вид морских многощетинковых червей из семейства Chaetopteridae. Встречается по всему миру. Однако недавние открытия, сделанные в ходе молекулярно-филогенетического анализа, показывают, что Chaetopterus variopedatus sensu Hartman (1959) — это не один вид.

## Внешний вид и строение
Постоянно живет в жесткой, гибкой U-образной трубке, зарытой в мягкий субстрат, оба конца которой торчат на поверхность, как маленькие дымоходы. Сам червь сегментирован, бледно окрашен и достигает двадцати пяти сантиметров в длину. Передний конец короткий и имеет щетинистые сегменты и лопатообразный ротовой сегмент. Средняя часть несет параподии. На 12-м сегменте они видоизменяются в длинные крыловидные структуры, которые выделяют слизь и образуют мешок. Параподии на сегментах 13, 14 и 15 слиты в три лопастные, поршнеобразные структуры, цель которых — перекачивать воду через трубку. Вода всасывается через передний конец и выталкивается через задний, проходя через мелкую сетку слизистого мешка, где задерживаются частицы пищи. Мешок со слизью затем сворачивается и передается конвейерной лентой из хлещущих волосков в ресничном дорсальном желобке ко рту, где он проглатывается целиком to the mouth where it is swallowed whole.. Задняя половина червя сегментирована и сужается к задней части, неся придатки на каждом сегменте.

## Распространение и среда обитания
Имеет космополитическое распространение, встречаясь в мелководных прибрежных местообитаниях как в умеренных, так и в тропических зонах по всему миру. Он многочислен у берегов Британии и Ирландии, но отсутствует на восточном побережье Англии к югу от эстуария реки Тис. Жесткие постоянные трубки обнаруживаются зарытыми в песок и гравий в прибрежной и сублиторальной зонах. На большей глубине они обнаруживаются прикрепленными к коренной породе, в расщелинах и под валунами.
В Новой Зеландии было много недавних сообщений о пергаментоподобных трубках Chaetopterus, засоряющих пляжи, особенно после штормов. Примерно с 1995 года большие участки мелководья были захвачены червем, предположительно C. variopedatus. Покрывая песчаное дно плотным слоем трубок, этот вид сильно затрудняет жизнь местной донной фауны. Другие морские черви, моллюски и морские звезды были вытеснены, но Hippocampus abdominalis процветает, поскольку он находит дополнительную добычу в виде крошечных креветок-мизид и других ракообразных, которых он находит между трубками, и может закрепиться хвостом, чтобы его не унесло.

## Биология
Самка может производить и выбрасывать в море партию от 150 000 до 1 миллиона яиц. После оплодотворения развивающиеся личинки становятся частью планктона, дрейфуя и питаясь в течение нескольких недель, пока не осядут. Развитие следует необычной схеме, в которой те сегменты, которым суждено стать частью средней части тела, развиваются быстрее по сравнению с передними сегментами. Эта гетерохрония не наблюдается у других полихет.

## Экология
Несколько видов крабов используют трубки C. variopedatus в качестве жилища, при этом Pinnixa chaetopterana, Polyonyx gibbesi и некоторые виды Pisidia живут почти исключительно внутри трубок, хотя они не делят трубки друг с другом. Вероятно, крабы получают защиту от хищников внутри трубок и, возможно, пищу от червя-хозяина.
Донные рыбы и ракообразные, вероятно, охотятся на C. variopedatus, но добраться до червя трудно из-за того, что он никогда не вылезает из своей трубки, зарытой под поверхностью субстрата. Ранений червь может регенерировать все свое тело из одного сегмента. Другая стратегия борьбы с хищниками заключается в испускании люминесцентного облака слизи из трубки.